# Záhradská
Záhradská je přírodní rezervace v katastrálním území obce Lubina v okrese Nové Mesto nad Váhom v Trenčínském kraji na Slovensku. Území bylo vyhlášeno v roce 1984 a jeho rozloha je 8,73 hektaru. Předmětem ochrany jsou přirozená společenstva slatinišť na říčních náplavech s bohatou populací kruštíku bahenního (Epipactis palustris).